# کوک‌تال (بالخاش)
کوک‌تال (به قزاقی: Koktal) یک منطقهٔ مسکونی در قزاقستان است که در شهرستان بالخاش واقع شده‌است. کوک‌تال ۱٬۲۴۷ نفر جمعیت دارد.